# Alannah Currie
Alannah Joy Currie (* 20. září 1957 Auckland) je novozélandská zpěvačka a hudebnice žijící v Londýně. Známá je především jako bývalá členka britské popové hudební skupiny Thompson Twins.

## Životopis
Narodila se v Aucklandu na Novém Zélandu, kde studovala novinařinu. V roce 1977 emigrovala do Spojeného království, kde nejprve žila na několika místech jihozápadního Londýna až se nakonec usadila na Lillieshall Road v Claphamu. V roce 1979 spolu se svou sousedkou Trace Newton-Inghamovou (Traci Newtonovou) založila punkovou skupinu The Unfuckables.
V roce 1981 se stala členkou hudební skupiny Thompson Twins, jejíž sestava měla v počátcích až sedm členů. Skupina Thompson Twins podepsala v roce 1982 dvě nahrávací smlouvy se společností Arista Records a s Warner Bros. Ve skupině působila jako textařka, perkusionista, vizuální stylistka a zpěvačk, spoluvytvořila a nahrála 6 hudebních alb, které obsahovaly hity Doctor! Doctor!, Hold Me Now a You Take Me Up. Skupina v roce 1985 vystoupila na stadionu Johna F. Kennedyho v Filadelfii na koncertě Live Aid, kromě toho spolupracovala s Nilem Rodgersem, Madonnou, Grace Jonesovou, Alexem Sadkinem a Jerry Harrisonem ze skupiny Talking Heads.
V roce 1984 se skupina podílela na prvním mezinárodním satelitním vysílání Good Morning, Mr. Orwell pořádané Nam June Paikem. Její písňové nahrávky zahrnují také titul I Want That Man, mezinárodní hit pro Debbie Harry z roku 1989.
V roce 1992 se spolu s manželem, členem Thompson Twins Tomem Baileyem, rozhodli založit skupinu Babble, v niž působila jako textařka a perkusistka. V roce 1994 v této skupině vydala své první album. Později se vrátila na Nový Zéland, kde pracovala především jako sklářka a ekologická aktivistka. Byla zakladatelem ženského anti-genetického inženýrského hnutí Matky proti genetickému inženýrství v potravinách a životním prostředí (MAdGE). V roce 2004 navrhla řadu protestních billboardů, které způsobily spor na Novém Zélandu, ale získaly několik mezinárodních ocenění v oblasti umění a vědy. V roce 2004 se znovu vrátila do Londýna, kde nyní pracuje pod jménem Miss Pokeno a nadále se věnuje umění.

## Osobní život
V roce 1991 se provdala za kolegu ze skupiny Toma Baileyho s nímž se rozešla v roce 2003. Má dvě děti, Jacksona a Indii. V roce 2011 se znovu provdala za Jimma Cautyho.